# Alsóboldogfalva
Alsóboldogfalva (1899-ig Alsó-Boldogasszonyfalva, románul Bodogaia, németül Unter-Mariendorf) falu Romániában Hargita megyében. Közigazgatásilag Újszékelyhez tartozik.

## Fekvése
Székelykeresztúrtól 3 km-re nyugatra a Nagy-Küküllő jobb partján fekszik.

## Nevének eredete
Nevét a középkorban a Boldogasszonynak szentelt templomáról kapta.

## Története
A hagyomány szerint a falu lakói eredetileg a Torna-patak menti
Kisgörgényben laktak, de ez a tatárjáráskor elpusztult.
Ma ezt a helyet Komlós tövisének nevezik. 1910-ben 710 magyar lakosa volt. 1992-ben 778 lakosából 740 magyar, 21 cigány és 8 román volt. A trianoni békeszerződésig Udvarhely vármegye Székelykeresztúri járásához tartozott.

## Látnivalók
- Unitárius temploma 1791 és 1803 között épült a középkori templom felhasználásával, melyből számos részlet megmaradt.
- Képek az alsóboldogfalvi unitárius egyházközségről
- Református temploma 1923-ban épült az 1910-ben lebontott 18. századi helyett, amely az unitárius templom mellett állott.
- Ortodox fatemploma 1700 körüli volt, 1992-ben lebontották, hogy újat építsenek helyette.

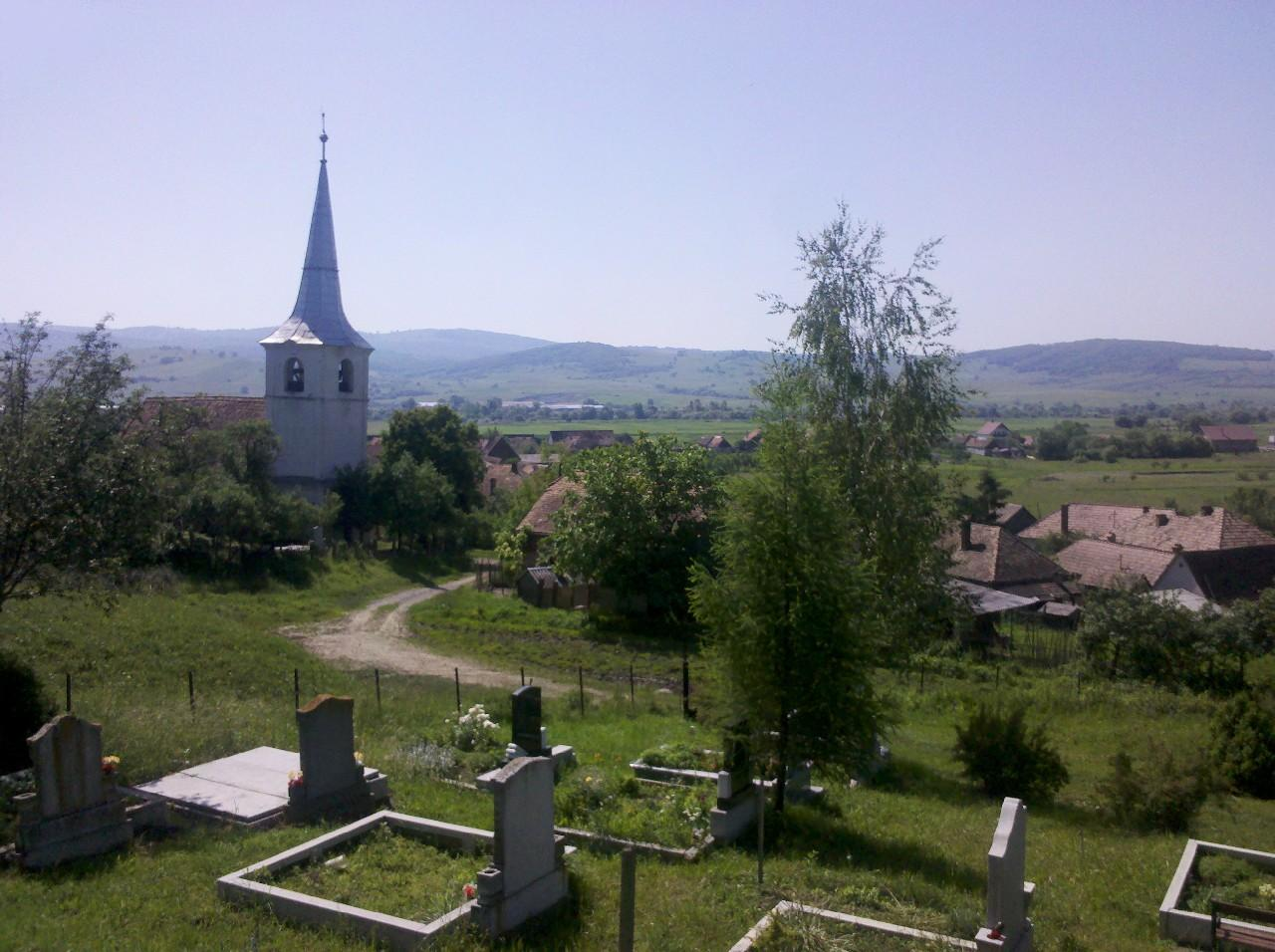
Látkép a temető felől
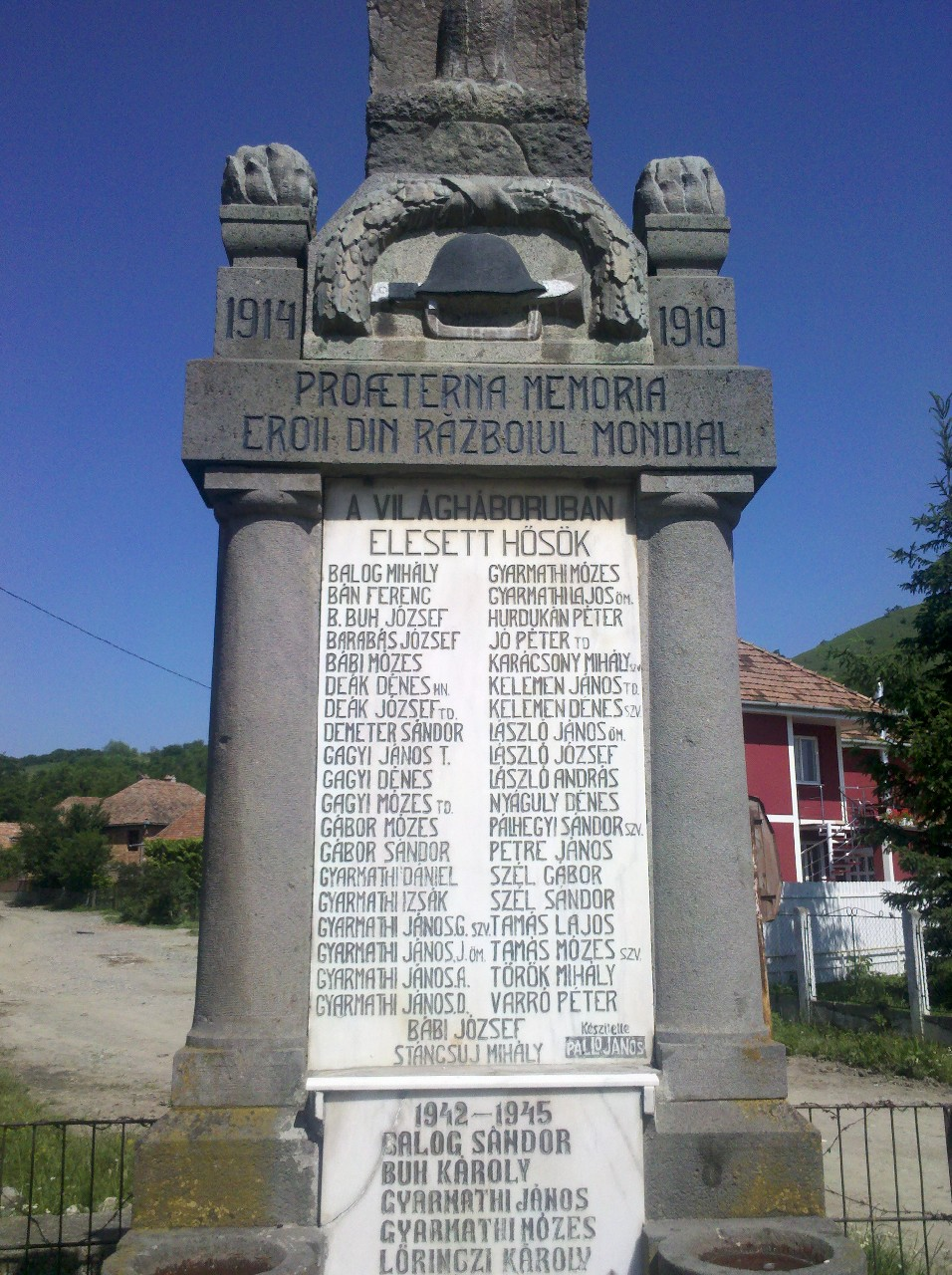
Világháborús emlékhely

## Híres emberek
- A templomkertben nyugszik Pap Sámuel (1912–1969) botanikus.
- Itt nyugszik Pap Lajos, tanár.
- Lőrinczi Albert költő.
- Gálfalvi Gábor életműdíjas tanító, író, a község első díszpolgára, a Magyar Kultúra Lovagja.
- Pap Sámuel, kántortanító.
- Dr. Pap Sámuel, egyetemi tanár.